# 恋音
是2009年7月29日GloryHeaven的搖滾團體GRANRODEO發售的第十二張單曲。

## 概要
- 該張單曲沒有收錄在「BRUSH the SCAR LEMON」專輯裡面。
- 第二首歌「シャニムニ」是飯塚提供給「NEEDLESS」的後期片頭曲「Scarlet Bomb!」重新寫過歌詞並編過曲子的歌曲。

## 收錄曲
1. - 作詞：谷山紀章／作曲・編曲：飯塚昌明
2. シャニムニ
  - 作詞：谷山紀章／作曲・編曲：飯塚昌明
3. (off vocal)
4. シャニムニ (off vocal)